# Lars Karlmark
Lars Karlmark, född 27 april 1944 i Malmö S:t Petri församling, död 10 april 2023 i Löderup, var en svensk målare. 
Karlmark studerade vid Forum konstskola i Malmö 1961–1962 och vid Glyptoteket samt den danska konstakademin i Köpenhamn 1963–1966. Han tilldelades Kulturen i Lunds kulturstipendium 1972. Bland hans offentliga arbeten märks en väggutsmyckning på Sveriges Radio i Stockholm. Karlmark är representerad vid Moderna Museet, Malmö museum, Kalmar konstmuseum, Linköping museum och Lunds universitetsbibliotek.